# Juan Colom
Juan Colom Bosch (Palma de Mallorca, España, 3 de junio de 1973) es un exvoleibolista español. Jugaba en la posición de receptor.

## Selección nacional
Con la selección española  España consiguió la plata en el Europeo junior de 1992. Con la absoluta estuvo desde 1992 a 1999 alcanzando las 175 internacionalidades consiguiendo la plata en la Universidad de Fukuoka de 1995, además de bronce en la de Palma de 1999.